# Steve Owen
Steve Owen (ur. 18 grudnia 1974 roku w Melbourne) – australijski kierowca wyścigowy.

## Kariera
Owen rozpoczął karierę w międzynarodowych wyścigach samochodowych w 1998 roku od startów w Australijskiej Formule Ford, gdzie odniósł jedno zwycięstwo. Z dorobkiem 192 punktów został sklasyfikowany na 42 pozycji w końcowej klasyfikacji kierowców. Rok później został wicemistrzem tej serii. W późniejszym okresie Australijczyk pojawiał się także w stawce Shell Championship Series, Formuły Holden Tasman Cup, asman Express Australian Drivers' Championship, Formuły Ford Victoria, V8 Supercars, V8 Supercar Development Series, Panasonic V8 Supercars GP 100, Bathurst 12 Hour Race, Shannons V8 Touring Car National Series, Australian Commodore Cup National Series, Mini Challenge Australia, BNT V8s Championship, Australian Production Car Championship, Yokohama V8 Utes Racing Series, Albert Park 400, V8 SuperTourers New Zealand Championship. Australian GT Championship protected by Sargent Security, V8 Supercars Albert Park Challenge. Pirtek Enduro Cup, Blancpain Endurance Series, Phillip Island 101, Willowbank 300 oraz ADAC GT Masters.
W V8 Supercars Australijczyk startuje od 1999 roku. W pierwszym sezonie został sklasyfikowany na 42 pozycji. Wynik ten poprawił w 2005 roku, kiedy uplasował się na 32 miejscu. Rok później był 22, a w 2008 - 19. W sezonie 2011 z dorobkiem 1561 punktów został sklasyfikowany na siedemnastym miejscu w klasyfikacji generalnej. Pierwszy raz na podium stanął w 2013 roku, kiedy ukończył sezon na 32 pozycji. Rok później był 29.